# 杰克·马蒂耶维奇
杰克·马蒂耶维奇（“Jake Matijevic”或“Jake M”）是火星埃奥利斯沼表面的一块金字塔形岩石，位于盖尔撞击坑内皮斯谷和埃俄利斯山（“夏普山”）之间，大致的位置坐标为：4°35′S 137°26′E / 4.59°S 137.44°E。
2012年9月，“好奇号”漫游车在从布雷德伯里着陆场前往格莱内尔格途中遇到了这块岩石，测量到它的高度和宽度分别约为25厘米（9.8英寸）和40厘米（16英寸）。。
该岩石由美国宇航局以“杰克·马蒂耶维奇”1947年-2012年）之名命名，他是一位数学家，后来转行成为火星车工程师，在六轮火星车设计中发挥了关键作用，但就在“好奇号”探测车于2012年8月着陆后数天，马蒂耶维奇就不幸离世。他是火星科学实验室项目及“好奇号”探测车地面操作系统总工程师，还是美国宇航局之前所有火星车，包括“旅居者号”、勇气号”和“机遇号”的首席工程师。

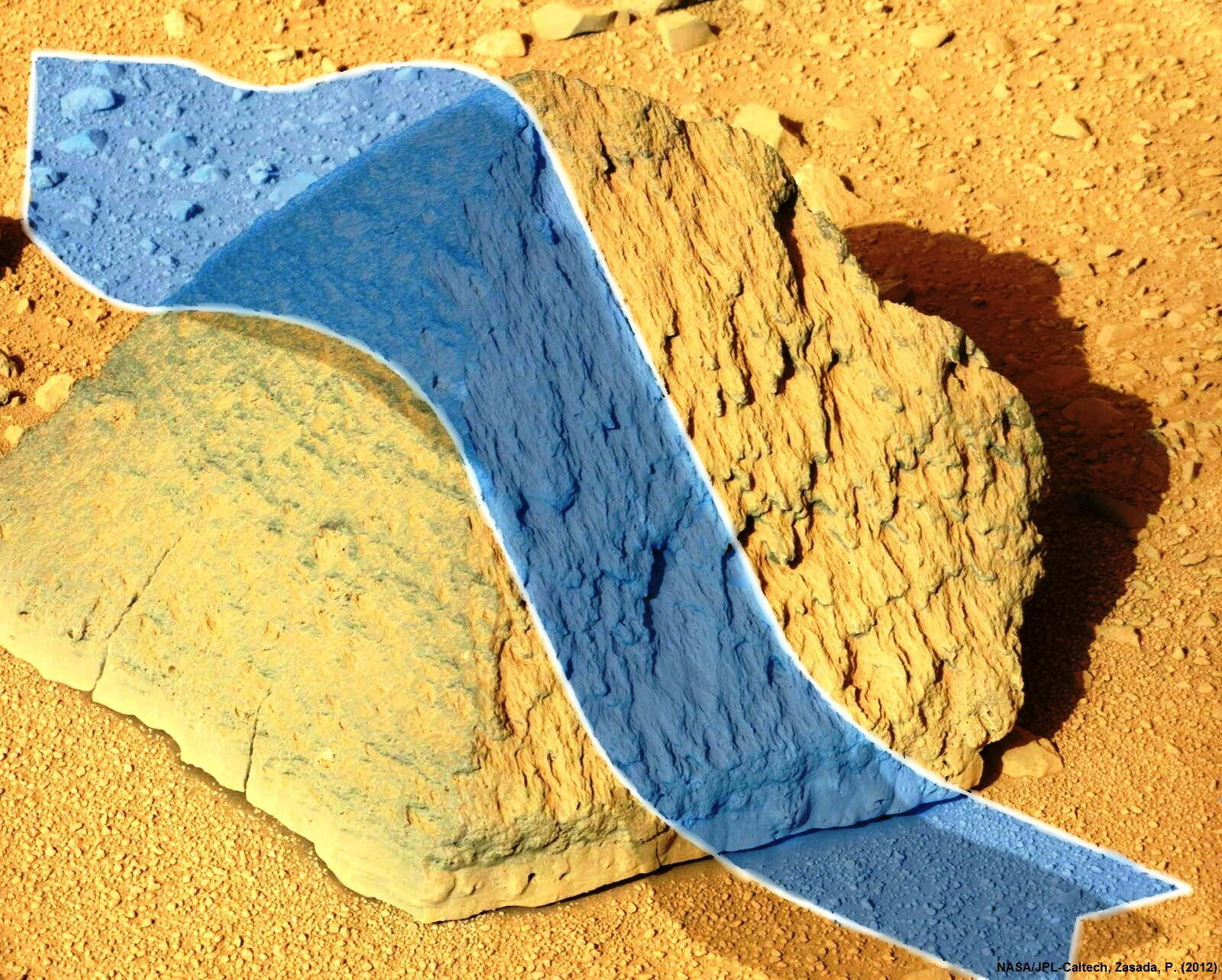
风对“杰克·马蒂耶维”岩石产生的侵蚀构造。

漫游车团队确认该岩石为首次使用“好奇号”接触式仪器-火星手部透镜成像仪和阿尔法粒子X射线光谱仪的合适目标。
2012年10月，“好奇号”探测车对该岩石进行的分析研究表明，杰克·马蒂耶维奇岩石是一种岩浆岩，但发现与长石一致的元素含量较高，如钠、铝和钾等，而镁、铁和镍的丰度却比以前在火星上发现的其他类似岩石要低。矿物含量和元素丰度表明，杰克·马蒂耶维奇岩石可能是一种橄榄粗安岩，一种富钠奥长石-夹杂玄武质的粗面安山岩（trachyandesite）。类似于杰克·马蒂耶维奇岩石的岩浆岩被众所周知，但在地球上很少出现。在地球上，此类岩石的形成，一般发现于从火山中涌出到表面的岩浆。岩浆冷却并部分固化了某些化学元素，而更多的元素则留在了炽热的液态岩浆中。非常巧合的是，火星上格莱内尔格地区也是苏格兰西北部一处小村庄的名称，该村庄就位于斯凯岛穆格里（Mugeary）农庄橄榄粗安岩典型地区以东25公里处。   
杰克·马蒂耶维奇岩石是一种火山质地的风砺石，它的金字塔状外观形成于流沙颗粒的风蚀作用，其表面的小孔则是由细微起伏处不同流动动力引起的爆炸效应而成，在表面上可看到形成杰克·马蒂耶维奇岩石的主风向痕迹。2013年9月27日，美国宇航局的科学家报告说，杰克·马蒂耶维奇岩石是一种橄榄粗安岩，与地球上的橄榄粗安岩非常相似。

## 另请查看
- 埃俄利斯区
- 火星地质
- 火星岩石列表
- 马蒂耶维奇山